# Viella (Siero)
Viella es una parroquia del concejo de Siero, en el Principado de Asturias (España), y un lugar de dicha parroquia. Alberga una población de 5672 habitantes (INE 2021) Ocupa una extensión de 2,74 km².
Está situada en la zona occidental del concejo y limita al norte con la parroquia de Pruvia, en el concejo de Llanera; al oeste, con la de Bobes; al sur, con la de Granda; al oeste, con la de Lugones; y al noreste con la de Lugo, de nuevo en el concejo de Llanera.
El lugar de Viella tiene una población de 659 habitantes (INE 2021), está situado a una altitud de 210 m s. n. m. y dista 11,6 km de Pola de Siero, capital del concejo.

## Poblaciones
Según el nomenclátor de 2011 la parroquia está formada por las poblaciones de:
- La Belga (casería): 10 habitantes.
- El Cogollo (Cogollo) (lugar): 14 habitantes.
- La Fresneda (La Fresnera en asturiano y oficialmente[4]) (lugar): 154 habitantes.
- Naón (lugar): 295 habitantes.
- Urbanización la Fresneda (lugar): 4267 habitantes.
- Viella (lugar): 676 habitantes.